# Gamba Osaka sub-23
Gamba Osaka sub-23 (ガンバ大阪U-23 Gamba Ōsaka U-23?) era el equipo filial de fútbol del Gamba Osaka ubicado en Suita, Prefectura de Osaka. Compitió en la J3 League entre las temporadas 2016 y 2020. Disputaba la mayoría de sus partidos de local en el Estadio de Fútbol de Suita, mientras que otros los celebraba en el Estadio de la Expo '70 de Osaka.

## Historia
Gamba Osaka se unió a la J3 League en 2016 junto con los equipos filiales de Cerezo Osaka y F.C. Tokyo. Ninguno de estos clubes pueden ascender a la J2 League, además de que sólo pueden tener en cancha a 3 jugadores mayores de 23 años. Gamba disputó su primer partido en la J3 el 13 de marzo de 2016, en un empate 0-0 de local con YSCC Yokohama, frente a 3.359 espectadores.

## Uniforme
- Uniforme titular: Camiseta a bastones azules y negros, pantalón negro, medias negras.
- Uniforme alternativo: Camiseta blanca, pantalón blanco, medias blancas.

| Titular | Alternativo |

## Estadio
El Estadio Conmemorativo de la Expo '70 es un estadio multipropósito ubicado en Suita, Osaka. Sirvió como hogar del primer equipo de Gamba Osaka entre 1980 y 2015 antes de que se trasladara al aledaño Estadio de Fútbol de Suita. El recinto está situado dentro del Parque Conmemorativo de la Expo, sitio de la Expo ’70, una exposición universal llevada a cabo entre marzo y septiembre de 1970. Está ubicado aproximadamente a 1 minuto a pie de la Estación Kōen-higashiguchi en el Monorraíl de Osaka o a 15 minutos a pie de la Estación Bampaku-kinen-kōen, que también está en el Monorraíl de Osaka.
- Detalles técnicos:
  - Dimensiones: 106 x 68,9 metros
  - Superficie: Césped natural
  - Capacidad: 21.000 espectadores (mayoría sentados)
  - Fecha de apertura: 1972
  - Dirección: 5-2 Senribanpakukoen, Suita, Prefectura de Osaka 565-0826, Japón

## Récord
| Año  | Div. | Eqs. | Pos. | Asistencia/P | Máximo goleador |
| ---- | ---- | ---- | ---- | ------------ | --------------- |
| 2016 | J3   | 16   | 9    | 2.401        | Ritsu Dōan (10) |
| 2017 | J3   | 17   |      |              |                 |

Notas
- Eqs. = Número de equipos
- Pos. = Posición en liga
- Asistencia/P = Asistencia por partido